# 劉仲 (羽毛球運動員)
劉仲（1975年5月1日—），女，中國羽球運動員。

## 簡歷
1997年，劉仲與黃楠雁一起贏得亞洲羽球錦標賽女子雙打冠軍。她們兩人在同年的全英羽球公開錦標賽和中國羽球公開賽都獲得第三名。1998年，兩人在日本羽球公開賽上獲得第三名，在瑞典羽球公開賽上獲得第二名。

## 外部連結
- BWF官網個人資料 （页面存档备份，存于）